# Drapelul Anguillei
Proporția drapelului 3:5
Drapelul Anguillei.